# Born to Be King (film, 2000)
Série
Young and Dangerous 5
(1998)
Pour plus de détails, voir Fiche technique et Distribution.
Born to Be King (勝者為王, Sheng zhe wei wang) est un film d'action hongkongais réalisé par Andrew Lau et sorti en 2000 à Hong Kong.
C'est le sixième et dernier volet de la série des Young and Dangerous.

## Synopsis
Chicken (Jordan Chan) doit épouser la fille d'un chef yakuza (Sonny Chiba). Mais quand il est piégé, ses vieux amis reviennent pour laver son nom.

## Fiche technique
- Titre : Born to Be King
- Titre original : 98古惑仔：龍爭虎鬥
- Réalisation : Andrew Lau
- Scénario : Manfred Wong
- Photographie : Andrew Lau
- Montage : Danny Pang Phat (en)
- Musique : Chan Kwong-wing
- Production : Raymond Chow et Manfred Wong
- Sociétés de production : Golden Harvest et BoB and Partners Co. Ltd. (en)
- Sociétés de distribution : Golden Harvest
- Pays d'origine :  Hong Kong
- Langue originale : cantonais
- Format : couleur
- Genre : action et film de gangsters
- Durée : 118 minutes
- Dates de sortie :
  -  Hong Kong : 21 juillet 2000

## Distribution
- Ekin Cheng : Chan Ho-nam
- Jordan Chan : Chicken Chiu
- Sonny Chiba : Ichio Kusakari
- Shu Qi : Mei-ling
- Peter Ho (en) : Lui Fu-kwan
- Gigi Lai : Rong Yu
- Alex Man (en) : Cheung Tin-yeung
- Sandra Ng : Sœur 13
- Wan Yeung-ming (en) : Ben Hon
- Michael Tse : Michael
- Jerry Lamb : Pou-pan
- Chin Ka-lok : Grosse tête
- Jason Chu : Jason
- Roy Cheung : Akira Kusakari
- Anya Wu (en) : Nanako
- Chen Sung-young (en) : Courageux
- Beverly Hotsprings : Torch Singer
- Chin Shih-chieh (en)
- Blackie Ko : Ko Chi-wah
- Lam Sheung-yee (en) : Père Lam
- Yeung Hung

## Remarques
- Absences notables de Tai Fei, Prince et Chan Yiu
- Bien qu'ils interprètent normalement Tai-tin Yee et Chow Pan/Pelure de banane (qui sont les bons gars), Michael Tse et Jason Chu jouent ici le rôle des hommes de main de Lui Fu-kwan, également nommés Michael et Jason.
- Roy Cheung fait sa troisième apparition, cette fois dans le rôle d'Akira Kusakari, le fils adoptif d'Ichio.
- Alors que Chicken épouse Nanako, de nombreux spectateurs ayant suivi la série se sont demandé ce qui s'était passé entre Chicken et Wasabi (Karen Mok), car il l'avait demandé en mariage dans Young and Dangerous 4. Comme il est révélé dans Those Were the Days, ils se sont séparés et Wasabi est parti au Japon pour apprendre le japonais.
- Il n'est pas mentionné non plus comment Chicken est redevenu un chef de la triade San Leun alors qu’il était revenu dans la Hung Hing et qu’il y était devenu chef dans Young and Dangerous 3.